# 國立東華大學海洋生物研究所
國立東華大學海洋生物研究所（英語：NDHU Graduate Institute of Marine Biology，縮寫NDHU IMB），簡稱東華海生所，為國立東華大學的海洋生物學獨立研究所，由東華大學與國立海洋生物博物館於2005年合作成立。現隸屬東華大學環境暨海洋學院，所址位於屏東縣墾丁國家公園內的海生館園區，為東華大學唯一非設立於花蓮縣校本部的系所。

## 歷史

### 創立海洋科學學院
國立東華大學在創校計畫書，即有設立海洋科學學院之規劃。參考國外大學與博物館合作模式，例如：美國加州大學聖地牙哥分校與斯克里普斯海洋研究院（SIO）、法國巴黎大學與巴黎自然史博物館（MNHN）、英國布里斯托大學與英國自然史博物館（NHM）合作培育研究生。在東華大學第二任校長黃文樞與海洋生物博物館首任館長方力行雙方推動下促成海洋科學學院之創立。
2004年，國立東華大學與國立海洋生物博物館正式簽約合作，於屏東縣墾丁國家公園內國立海洋生物博物館園區（東華大學屏東校區）成立，以「建制獨立、學制合作」之模式創立臺灣第一個高等學府與博物館合作機構，雙方各自提供師資並使用海生館教學研究設施與儀器資源，地處墾丁國家公園亦享有珍貴自然資源，周圍環繞珊瑚礁岩及豐富的熱帶海洋生物。下設2座研究所，分別為海洋生物科技研究所、海洋生物多樣性及演化研究所，於隔年正式招生。
2014年，兩所整合為海洋生物研究所，分設海洋生物科技組、海洋生物多樣性及演化組。2017年，成立海洋生物研究所博士班，每年招收一位博士生。

### 納入環境暨海洋學院
2022年，國立東華大學海洋科學學院、環境學院合併成立為環境暨海洋學院，以因應全球跨領域與科際整合下，永續發展議題環境研究與海洋學之跨域整合趨勢，海洋生物研究所成為該院之獨立研究所。 2023年，東華環海院副院長孟培傑接掌國家實驗研究院旗下台灣海洋科技研究中心主任。

## 學術

### 研究主題
- 生物繁養殖研究[10]
- 刺細胞動物細胞、分子生物、生理與生化研究
- 珊瑚礁生態保育與教育的整合研究發展
- 展場生物及環境科學
- 海洋天然化合物
- 海洋生物多樣性

## 研究設施

### 絳樹號海洋研究船
絳樹號是臺灣第一艘海洋生物研究船，由國立海洋生物博物館打造，並於2023年下水啟用，解決過去研究需要租借船隻設備問題，透過其配備遙控水下航行器（ROV）能力，可達到最高水下500米之研究。

## 學術期刊與出版品

### 學術期刊
- 《海洋生物學刊》（Platax）：國立海洋生物博物館出版 ISSN 2709-2704[12]

### 書籍
- 《海漂多仔》
- 《臺灣南部魚類圖鑑（第一輯）》
- 《臺灣南部魚類圖鑑（第二輯）》
- 《半島陸蟹2.0》
- 《Sea Slugs of Taiwan》
- 《海鮮的真相》

## 外部連結
- 國立東華大學海洋生物研究所
- 東華海生所的Facebook專頁